# Богайчук Микола Артемович
Мико́ла Арте́мович Богайчу́к (нар. 13 січня 1929 — пом. 7 лютого 2006) — український літературознавець, педагог і перекладач. Кандидат філологічних наук, доцент. Дослідник українсько-румунсько-молдавських літературних і культурних зв'язків, творчості Тараса Шевченка та літературного процесу в Румунії й Молдові. Автор-упорядник словника-довідника «Література і мистецтво Буковини в іменах»

## Біографія
Народився 13 січня 1929 року в с. Кишло-Салієве (тепер с. Подвірне Новоселицького району Чернівецької області).
Закінчив початкові школу в с. Подвірне, згодом вчився в Хотинському ліцеї та Новоселицькій СШ № 1. Навчання у ліцеї допомогло юнакові досконало опанувати румунську, французьку та латинські мови. В 1952 році М. А. Богайчук закінчив із відзнакою відділення української мови та літератури філологічного факультету Чернівецького державного університету. Темою його дипломної роботи було листування Т. Г. Шевченка. 1955 закінчив аспірантуру при кафедрі цього ж вишу. Тема кандидатської дисертації — «Творчість Т. Г. Шевченка в Румунії».
Свою наукову діяльність М. А. Богайчук завжди поєднував з педагогічною працею. Після закінчення аспірантури пішов працювати вчителем української мови та літератури в Чернівецьку середню школу № 4. З 1969—1976 рр. працював на посаді директора Чернівецького педагогічного училища.
Протягом 1976-99 років працював на посаді доцента кафедри зарубіжної літератури ЧДУ та обласного інституту післядипломної освіти. Він читав загальні курси з історії світової літератури, розробляв спецкурси «Українсько-румунські та російсько-румунські літературні взаємини», «Сучасний французький роман».

### Наукова діяльність
В коло наукових інтересів Миколи Богайчука входили проблеми українсько-румунсько-молдавських літературних і культурних зв'язків, творчість Тараса Шевченка та літературний процес у Румунії й Молдові, а також — краєзнавство Буковини. Ці питання розкрито ним у студіях «Міхай Емінеску в українських перекладах і критиці», «Творчість Йона Крянге на Україні» (1979), «Васіле Александрі на Україні» (1980), «Сторінки румунської франкіани» (1985) та ін.
Низку досліджень вчений присвятив генію української літератури Тарасові Шевченку, зокрема: «Т. Шевченко в молдавській літературі», Т. Шевченко в Румунії", «Замфір Арборе — пропагандист творчості Шевченка». В ряді праць науковцем розроблена тема «Великий Кобзар і Буковина».
Доцент Богайчук є автором окремих розділів до колективних праць: «Молдавсько-російсько-українські літературні взаємини другої половини XIX ст.» (1979), «Українська література в загальнослов'янському і світовому літературному контексті» (1991), «Чернівецький університет: Сторінки історії» (1995).
Микола Артемович займався і перекладацькою діяльністю. Його перу належать переклади українською мовою творів румунських письменників Г. Асакі, М. Садовяну, В. Мунтяну («Якби всі дерева були однакові»), О. Панку-Яші («Листи до моїх хлопчиків» та «Ключ до семи замків»), Й. Друцу, І. Зегря. У 1971 р. вийшла книга новел Василя Стефаника румунською мовою в перекладі М. Богайчука.

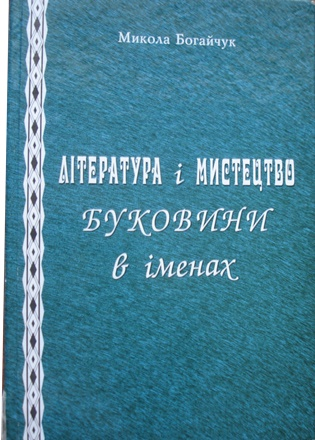

Науковець є співавтором шкільних підручників і посібників «Письменники Буковини» (1997, 1998), «Збірник диктантів з української мови для румуномовних шкіл України» (2003), «Буковинська сторінка в біографії письменників» (2004) тощо.
М. А. Богайчук є автором упорядником словника-довідника «Література і мистецтво Буковини в іменах» (2005), в якому у формі коротких статей подає стисло творчі біографії понад 700 діячів культури Чернівеччини.
Ним написано й опубліковано понад 300 наукових розвідок.
Помер Микола Артемович Богайчук 7 лютого 2006 р. в м. Чернівці.